# Xã Silver Lake, Quận Shawnee, Kansas
Xã Silver Lake (tiếng Anh: Silver Lake Township) là một xã thuộc quận Shawnee, tiểu bang Kansas, Hoa Kỳ. Năm 2010, dân số của xã này là 2.024 người.